# Леонідово (Курська область)
Леонідово (рос. Леонидово) — присілок в Суджанському районі Курської області Російської Федерації.
Населення становить 56 осіб. Входить до складу муніципального утворення Новоіванівська сільрада.

## Історія
Населений пункт розташований на території українського етнічного та культурного краю Східна Слобожанщина.
Від 2004 року входить до складу муніципального утворення Новоіванівська сільрада.

## Населення
| 2002 | 2010 |
| ---- | ---- |
| 78   | ↘56  |